# Новогодние приключения Маши и Вити
«Новогодние приключения Маши и Вити» — советская новогодняя музыкальная сказка для детей и взрослых, снятая в 1975 году по заказу Государственного комитета Совета министров СССР по телевидению и радиовещанию Игорем Усовым и Геннадием Казанским на основе пьесы Павла Финна «Маша и Витя против „Диких гитар“» (Финн же написал и сценарий фильма).
Премьера картины состоялась 25 декабря 1976 года в эфире Центрального телевидения СССР.

## Сюжет
Младшеклассник Витя верит только в науку и технику, а его подруга Маша верит и в чудеса. В школе во время оформления зала к Новому году Маша волшебным заклинанием оживляет ростовую куклу Деда Мороза, который отправляет их с Витей в сказку, на помощь Снегурочке: её похитил Кощей Бессмертный, чтобы устроить Новый год для своей нечисти.
Дед Мороз даёт детям три совета: не ждать ни от кого помощи, но самим помогать всем, кто в ней нуждается, не теряться в трудную минуту и держаться друг за друга, если придётся туго. Тем временем Кощей, узнав, что ребята отправились спасать Снегурочку, посылает им навстречу нечистую силу — вокально-инструментальное трио «Дикие гитары»: Бабу-Ягу, Лешего и дикого кота Матвея. Однако во всех случаях ребята выходят победителями: от Бабы-Яги улетают на ступе, Лешего Витя поражает током с помощью самодельного электрошокера, а дикого кота Матвея отвлекает механической мышкой.
По пути в Кощеево царство Маша и Витя встречают также Печку, Яблоньку, Старичка-Лесовичка и помогают им, в ответ те показывают детям дорогу с помощью уголька, яблочка и клубочка. Но в последний момент Кощей похищает Машу и опускает на лифте в своё подземелье. Вскоре выясняется, что у Кощея болит зуб, и Маша говорит, что снимет злодею зубную боль лечебным полосканием в обмен на то, что он отпустит Снегурочку. Сначала Кощей хитростью пытается заставить Машу вылечить его, но девочка сильно ударяет его по больному зубу, и, измученный ещё и обострившейся от удара зубной болью, он вынужден выпустить Снегурочку из плена. Однако, вылечившись, Кощей пленяет Машу; Витя вызывает Кощея на дуэль и побеждает его при помощи обыкновенного магнита.
«Дикие гитары» отправляются в погоню за детьми, но Печка, Яблонька и Старичок-Лесовичок помогают Вите и Маше, разделавшись с Бабой-Ягой, Лешим и диким котом Матвеем. Маша и Витя возвращаются вместе со Снегурочкой в школу, где их ждут ребята и Дед Мороз.

## Роли исполняют
- Наташа Симонова — Маша
- Юра Нахратов — Витя
- Игорь Ефимов — Дед Мороз
- Ирина Борисова — Снегурочка
- Николай Боярский — Кощей Бессмертный
- Валентина Кособуцкая — Баба-Яга
- Георгий Штиль — Леший
- Михаил Боярский — Дикий Кот Матвей
- Вера Титова — Печка
- Любовь Виролайнен — Яблонька
- Борис Смолкин — Лесовичок

## Съёмочная группа
- Автор сценария — Павел Финн
- Режиссёр-постановщик — Игорь Усов, при участии Геннадия Казанского
- Музыка и песни композитора — Геннадия Гладкова
- Стихи поэта — Владимира Лугового
- Главный оператор — Семён Иванов
- Главный художник — Михаил Иванов
- Художник по костюмам — Наталия Тореева
- Балетмейстер — Г. Кореневский
- В фильме снимались танцевальный коллектив и хор «Капельки» Ленинградского дворца пионеров им. А. А. Жданова
- Директор картины — Олег Гумберто

## Песни, звучавшие в фильме
1. Спор Маши и Вити о сказках (исполняют Анна Людвиг и Илья Тепляков[1])
2. Первая песня Снегурочки (по словам Ирины Борисовой, исполняет не она[2])
3. Песня Деда Мороза (исполняет Игорь Ефимов)
4. Песня «Диких гитар» (исполняют Михаил Боярский, Георгий Штиль и Валентина Кособуцкая). Пародия на популярные в то время названия групп: Czerwone gitary, Голубые гитары и Поющие гитары.
5. Походная песня Маши и Вити (исполняют Анна Людвиг и Илья Тепляков)
6. Первая песня Бабы-Яги (исполняет Валентина Кособуцкая)
7. Вторая песня Бабы-Яги (исполняет Валентина Кособуцкая)
8. Песня Печки (исполняет Вера Титова)
9. Песня Лешего (исполняет Георгий Штиль)
10. Песня Яблоньки (исполняет Любовь Виролайнен)
11. Песня кота Матвея (исполняет Михаил Боярский)
12. Песня Старичка-Лесовичка (исполняет Борис Смолкин)
13. Песня Кощея (исполняют Виктор Кривонос и Михаил Боярский)
14. Вторая песня Снегурочки
15. Погоня за Машей и Витей (исполняют Михаил Боярский, Георгий Штиль и Валентина Кособуцкая)
16. Заключительная песня (исполняет хор «Капельки» Ленинградского дворца пионеров им. А. А. Жданова).

## Производство
Фильм снимался параллельно с фильмом «Синяя птица», откуда была позаимствована декорация волшебного леса.
Когда актёр Алексей Смирнов отказался от роли поющего Кота Матвея, Георгий Штиль предложил режиссёру Игорю Усову взять на эту роль Михаила Боярского, заметив, что «он и музыкант, и у него усы». Во время съёмок Михаил Боярский, приходившийся племянником игравшему в фильме Кащея Николаю Боярскому, допустил оговорку, назвав Кащея дядей, но режиссёр решил оговорку оставить.

## Лукоморье на картах
Вопреки заявлению Вити в фильме, в действительности Лукоморье присутствует на картах: как на средневековых работах ранних европейских картографов, так и на современных, в качестве топонимов (см. Лукоморье#Локализация).

## Маша и Витя против «Диких гитар»
Спустя год, в 1976 году, фирмой «Мелодия» была выпущена на пластинке и на аудиокассетах музыкальная сказка «Маша и Витя против „Диких гитар“». Сюжет слегка отличался от сюжета фильма и больше соответствовал оригинальной пьесе Павла Финна. Например, в этом варианте дети спасают не Снегурочку, а Белоснежку (в фильме она лишь упоминается в первой песне Бабы-Яги, в качестве якобы давней подруги последней), а Новый год не упомянут совсем; соответственно вместо Деда Мороза в оригинале фигурирует просто Волшебник, который заодно выступает и рассказчиком. Сказка состояла сплошь из песен, и только речь от автора была в прозе. Тексты песен почти идентичны песням в фильме, лишь слегка отличаясь в двух-трёх местах (например, вторая песня Бабы-Яги начинается куплетом «Мне нравятся рыбки и птички, / Я с ними не шутки шучу», который не попал в фильм).
Озвучивали сказку другие актёры, за исключением Михаила Боярского, который по-прежнему озвучивал Кота Матвея. Среди других актёров:
- Маша — Света Виноградова
- Витя — Дима Голов
- От автора — Всеволод Абдулов
- Леший — Геннадий Гладков
- Баба-Яга — Валентина Игнатьева
- Кащей — Александр Градский
- Белоснежка — Татьяна Дасковская
- Печка — В. Филатова
- Яблонька — А. Руднева
- Лесовичок — Гарри Бардин

Музыкальный аккомпанимент песен в инсценировке так же был перезаписан в альтернативном варианте ансамблем «Мелодия» под управлением Георгия Гараняна.
Сказка неоднократно переиздавалась на различных носителях, включая экспортное издание «Мелодии» «Masha And Vitya Against "The Wild Guitars"» с информацией и перечнем имён исполнителей на английском языке, выпущенное для реализации в Социалистических странах.

## Видео
В 1990-е годы фильм был выпущен на видеокассетах студией «48 часов», с 2000 года перевыпущен на VHS, а в 2003 году — на DVD студией «Ленфильм Видео». В 2006 году «Крупный план» выпустил картину с отреставрированными изображением и звуком.